# Margarinotus bicolor
Margarinotus bicolor är en skalbaggsart som beskrevs av Miłosz A. Mazur 1993. Margarinotus bicolor ingår i släktet Margarinotus och familjen stumpbaggar. Inga underarter finns listade i Catalogue of Life.